# Lista de imperatrizes do Brasil
Consorte Imperial do Brasil era o cônjuge do monarca reinante. Consortes dos monarcas do Brasil não tivaram nenhum status ou poder constitucional, porém muitas tiveram grande influências sobre o cônjuge.
Um consorte imperial poderia desempenhar a função de regente, sobretudo durante a ausência do marido, ou durante a menoridade dos seus filhos e herdeiros do trono. A primeira consorte de D. Pedro I, desempenhou a função de regente interina do Brasil, durante sua ausência.

## Estilos
A esposa do imperador era denominada "Sua Majestade Imperial, a Imperatriz" e era tratada como "Sua Majestade Imperial" ou "Vossa Majestade Imperial" (ao se dirigir diretamente). O marido de uma imperatriz reinante era tratado de acordo com o estilo que recebeu no casamento ou antes do casamento – ele não compartilhava automaticamente os mesmos títulos, estilo e honra de sua esposa, até que tivesse da imperatriz um filho, ou filha. Daí então passaria a se chamar imperador.

## Consortes do Brasil

### Casa de Bragança
| Nome                                                                          | Retrato | Nascimento                                                                                      | Cônjuge                                        | Morte                          | Ref   |
| ----------------------------------------------------------------------------- | ------- | ----------------------------------------------------------------------------------------------- | ---------------------------------------------- | ------------------------------ | ----- |
| Maria Leopoldina da Áustria 12 de outubro de 1822 – 11 de dezembro de 1826    |         | 22 de janeiro de 1797 filha de Francisco I da Áustria e Maria Teresa de Nápoles e Sicília       | Pedro I 13 de maio de 1817 7 filhos            | 11 de dezembro de 1826 29 anos | [ 2 ] |
| Carlota Joaquina da Espanha 15 de novembro de 1825 – 10 de março de 1826      |         | 25 de abril de 1775 filha de Carlos IV da Espanha e Maria Luísa de Parma                        | João VI de Portugal 8 de maio de 1785 9 filhos | 7 de janeiro de 1830 54 anos   | [ 4 ] |
| Amélia de Leuchtenberg 2 de agosto de 1829 – 7 de abril de 1831               |         | 31 de julho de 1812 filha de Eugênio de Beauharnais, Duque de Leuchtenberg e Augusta da Baviera | Pedro I 17 de outubro de 1829 1 filha          | 26 de janeiro de 1873 60 anos  | [ 5 ] |
| Teresa Cristina das Duas Sicílias 30 de maio de 1843 – 15 de novembro de 1889 |         | 14 de março de 1822 filha de Francisco I das Duas Sicílias e Maria Isabel da Espanha            | Pedro II 30 de maio de 1843 4 filhos           | 28 de dezembro de 1889 67 anos | [ 6 ] |

## Pretendentes

### Casa de Orléans e Bragança
| Nome                                                                 | Retrato | Nascimento                                                                         | Cônjuge                                  | Morte                        | Ref |
| -------------------------------------------------------------------- | ------- | ---------------------------------------------------------------------------------- | ---------------------------------------- | ---------------------------- | --- |
| Gastão de Orléans 5 de dezembro de 1891 – 14 de novembro de 1921     |         | 28 de abril de 1842 filho de Luís, Duque de Némours e Vitória de Saxe-Coburgo-Gota | Isabel 15 de outubro de 1864 4 filhos    | 28 de agosto de 1922 80 anos |     |
| Maria Elizabeth da Baviera 19 de agosto de 1937 – 5 de julho de 1981 |         | 9 de setembro de 1914 filha de Francisco da Baviera e Isabel de Croy               | Pedro III 19 de agosto de 1937 12 filhos | 13 de maio de 2011 96 anos   |     |